# 費爾南迪納巨龜
費爾南迪納巨龜（學名：Chelonoidis phantasticus），為極危及可能滅絕的一種巨龜，被IUCN列為極危物種。本種棲息於厄瓜多尔科隆群岛的第三大島費爾南迪納島，1906年首度被發現，隨後超過一世紀均沒有發現其他個體，直到2019年2月再度被發現。

## 發現經過
本種個體最早於1906年由加利福尼亞州科學院考察隊的成員羅洛·貝克發現，並將其發表為正模標本，為一隻雄性的個體，也是本種過去唯一的發現紀錄。1964年與2013年，有疑似本種巨龜的腳印、咬痕等在費爾南迪納島被發現，2009年的空拍調查中也疑似有拍到本種，顯示本種可能仍未絕種。2019年2月，加拉巴戈斯國家公園與總部在美國的加拉巴戈斯保育協會（Galapagos Conservancy）在17日聯合考察時再度發現本種，此次發現的個體為一隻雌龜，已被送至鄰近島嶼聖克魯斯島的繁殖中心，以進行遺傳學與保育研究。